# L’Aquàrium w Barcelonie
L’Aquàrium w Barcelonie (kat. Aquàrium de Barcelona) – oceanarium w Barcelonie otwarte w 1995 roku. 
Oceanarium prezentuje wiele ekosystemów morskich, ze szczególnym uwzględnieniem Morza Śródziemnego i jego ochrony. Kompleks obejmuje 66 akwariów śródziemnomorskich i tropikalnych, zamieszkanych przez ponad 11 tysięcy organizmów z ponad 450 gatunków. Łączna objętość akwariów to cztery miliony litrów.
Osobna sekcja poświęcona jest tropikalnym morzom, takim jak Morze Czerwone, Morze Karaibskie i Wielka Rafa Koralowa. Porównuje ona różnorodność raf koralowych z ekosystemami Morza Śródziemnego, a także ukazuje jadowite gatunki.
Tunel podwodny w L’Aquàrium ma długość 80 metrów. 
W 2001 roku L’Aquàrium de Barcelona rozszerzyło swoją kolekcję biologiczną o nowe piętro z dwiema stałymi wystawami: Planeta Aqua i Explora!. Planeta Aqua to przestrzeń o powierzchni 4000 m², prezentująca różne ekosystemy morskie i słodkowodne. Explora! jest przeznaczona dla dzieci. 
Między 1995 a 2011 rokiem instytucję odwiedziło 14 milionów zwiedzających. 